# Retrat de Michael Wolgemut
El Retrat de Michael Wolgemut és un oli sobre llenç realitzat pel pintor Albert Dürer el 1516. Les seves dimensions són de 29 × 27 cm. Es conserva al Museu Nacional Germànic, Núremberg, Alemanya.
El quadre constitueix un homenatge a l'antic mestre de l'artista, Michael Wolgemut, al taller del qual Dürer va treballar des de novembre de 1486 fins finals de 1489, i va ser pintat sense que ningú l'hagués encarregat.> Es considera com la pintura més antiga del pintor que no sigui un autoretrat.